# والتر بوشهاف
والتر بوشهاف (آلمانی: Walter Buschhoff؛ ۸ ژوئیه ۱۹۲۳ – ۷ دسامبر ۲۰۱۰) بازیگر اهل آلمان بود.
از فیلم‌هایی که وی در آن نقش داشته‌است می‌توان به بلاندی، اسکارابی: یک آدم چقدر زمین می‌خواهد؟ و همه خانم‌های قلعه این کار را خیلی دوست دارند اشاره کرد.
وی همچنین برندهٔ جوایزی همچون جایزه فیلم آلمان شده‌است.